# Arrifes
Arrifes é uma freguesia portuguesa do município de Ponta Delgada. Conta com 25,27 km² de área e 7294 habitantes (censo de 2021). A sua densidade populacional é 288,6 hab./km².
É a maior freguesia em área do concelho de Ponta Delgada e a segunda maior dos Açores em área e na extensão do seu povoado. 
Está organizada por duas paróquias: Saúde e Milagres. A principal atividade é a agricultura, sendo esta freguesia a maior bacia leiteira dos Açores. Nesta zona encontram-se ainda fábricas de laticínios e derivados.

## Demografia
A população registada nos censos foi:
| Distribuição da População por Grupos Etários | Distribuição da População por Grupos Etários | Distribuição da População por Grupos Etários | Distribuição da População por Grupos Etários | Distribuição da População por Grupos Etários |
| -------------------------------------------- | -------------------------------------------- | -------------------------------------------- | -------------------------------------------- | -------------------------------------------- |
| Ano                                          | 0-14 Anos                                    | 15-24 Anos                                   | 25-64 Anos                                   | > 65 Anos                                    |
| 2001                                         | 1653                                         | 1248                                         | 3406                                         | 634                                          |
| 2011                                         | 1388                                         | 1118                                         | 3888                                         | 692                                          |
| 2021                                         | 1212                                         | 972                                          | 4184                                         | 926                                          |

## Freguesias próximas
- Capelas, norte
- São Vicente Ferreira, nordeste
- Fajã de Cima, este
- Fajã de Baixo, sul
- Relva, sudoeste
- Covoada, oeste